# Albert Joseph Tsiahoana
Albert Joseph Tsiahoana (* 3. August 1927 in Fénérive-Est; † 15. Juni 2012) war Erzbischof von Antsiranana und Konzilsvater der letzten beiden Sitzungsperioden des Zweiten Vatikanischen Konzils.

## Leben
Albert Joseph Tsiahoana empfing am 26. August 1956 die Priesterweihe. 
Papst Paul VI. ernannte ihn am 10. Februar 1964 zum Weihbischof in Diégo-Suarez und Titularbischof von Abthugni. Der Erzbischof von Diégo-Suarez Edmond-Marie-Jean Wolff CSSp weihte ihn am 14. Juni desselben Jahres zum Bischof; Mitkonsekratoren waren Gilbert Ramanantoanina SJ, Erzbischof von Fianarantsoa, und Jules-Joseph Puset SMM, Bischof von Tamatave.
Am 13. April 1967 wurde er zum Erzbischof von Diégo-Suarez ernannt. Am 14. November 1998 nahm Papst Johannes Paul II. seinen Rücktritt an.